# Ius proprium
El  Dret propi o Dret major  (del llatí  ius proprium ) és un terme que fa referència a un Dret d'aplicació particular o especial, en oposició a un que s'aplica a la generalitat dels casos (Dret comú).
Aquesta especialitat o particularitat pot referir-se al'àmbit territorial (per exemple, els Drets locals i el foral), a certs actes jurídics determinats (per exemple, Dret mercantil) o a les persones a les quals s'aplica (per exemple, l'aplicació a certes comunitats com les comunitats hebrea o àrab d'un dret religiós propi).
Igual que el terme  ius commune , l'expressió  ius proprium  va ser utilitzada en forma instrumental en les obres d'alguns juristes romans, com Gai. No obstant això, només durant l'edat mitjana es va desenvolupar realment el concepte.